# OP-430
OP-430 – energetyczny kocioł parowy o wydajności produkcji pary 430 t/h.

## Dane techniczne
| Parametr                         | Wartość         | Źródła |
| -------------------------------- | --------------- | ------ |
| Typ kotła                        | parowy          | [ 1 ]  |
| Cyrkulacja                       | naturalna       | [ 1 ]  |
| Rodzaj paleniska                 | tangencjalne    | [ 1 ]  |
| Maksymalna wydajność             | 120 kg/s        | [ 1 ]  |
| Temperatura pary świeżej (wylot) | 540 °C          | [ 1 ]  |
| Ciśnienie pary świeżej (wylot)   | 13,5 MPa        | [ 1 ]  |
| Temperatura wody zasilającej     | 210 °C          | [ 1 ]  |
| Sprawność kotła                  | 90%             | [ 1 ]  |
| Rodzaj paliwa                    | węgiel kamienny | [ 1 ]  |
| Wartość opałowa paliwa           | 21 MJ/kg        | [ 1 ]  |

## Wykorzystanie
| Kraj           | Obiekt                           | Liczba | Źródła |
| -------------- | -------------------------------- | ------ | ------ |
| Polska         | Elektrociepłownia Łódź 4         | 1      | [ 1 ]  |
| Polska         | Elektrociepłownia Kraków         | 2      | [ 1 ]  |
| Polska         | Elektrociepłownia Poznań-Karolin | 2      | [ 1 ]  |
| Polska         | Elektrociepłownia Siekierki      | 3      | [ 1 ]  |
| Polska         | Zespół Elektrociepłowni Wrocław  | 2      | [ 1 ]  |
| Łączna liczba: | Łączna liczba:                   | 9      |        |